# Синій колір смутку
Синій колір смутку (гінді कोबाल्ट ब्लू) — індійський драматичний фільм мовою гінді, сценаристом і режисером якого є Сачін Кундалкар, у головних ролях — Пратейк Баббар, доктор Нілей Мехендейл і Анджалі Сівараман. Він адаптований за однойменним романом, який розповідає про брата та сестру, які закохуються в одного чоловіка, і наступні події, які розбивають їхню традиційну консервативну сім'ю. Фільм вийшов 2 квітня 2022 року після деяких початкових затримок.

## Сюжет
Коли письменник-початківець Танай і його волелюбна сестра Ануджазакохуються в загадкового гостя, який орендує кімнату у їхньому домі, наступні події потрясають їхню традиційну індійську родину. Дія фільму розгортається у 1990-х роках. У фільмі досліджуються аспекти самотності, одностатевого кохання та вільного духу подолання суспільних бар'єрів.

## У ролях
| Актор               | Роль                    |
| ------------------- | ----------------------- |
| Пратейк Баббар      | орендар                 |
| Др. Нілей Мехендейл | Танай Відх'ядхар Діксіт |
| Анант Віджай Джоші  | Асім Діксіт             |
| Анджалі Сівараман   | Ануджа Діксіт           |
| Пурніма Індраджит   | Сестра Мері             |
| Ніл Бхупалам        | професор літератури     |
| Гітанджалі Кулкарні | Шарда Діксіт            |
| Шишир Шарма         | Mr. Dixit               |

## Реліз
У листопаді 2018 року було оголошено, що роман «Синій колір смутку» буде екранізовано для Netflix. Його написав і поставив Кундалкар. Спочатку реліз був запланований на 3 грудня 2021 року, але був відкладений та випущений 2 квітня 2022 року.

## Сприйняття

### Критика
Нандіні Рамнат із Scroll.in дала позитивну рецензію на сценарій фільму: «Делікатне втілення Нілеєм Мехендейлом Таная та відверта незграбність Пратейка Баббара створюють найбільш пам'ятні моменти фільму, які мають яскравість основних кольорів та еротичний відтінок першого кохання». Deccan Herald дав фільму 3/5 зірок і написав: «У фільмі є зворушлива поезія хінді, яка містить різні відтінки емоцій. Весь фільм — це повільна, лірична та карколомна подорож, змішана з літературою, поезією, музикою та мистецтвом. Основні відтінки були ефективно використані для виявлення емоцій».